# 네피림

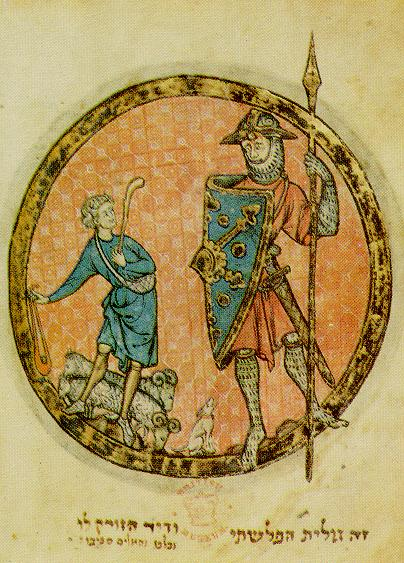
〈다윗과 골리앗〉- 13세기 프랑스 한 유태인화가

네피림(히브리어: נְּפִלִ֞ים, 영어: Nephilim 네필림[*])은 노아의 홍수 이전에 이미 존재했고 "하나님의 아들들"이 "사람의 딸들" 사이에서 태어난 자손으로 이어진다. 사람의 딸은 하나님을 모르는자로 표현된다. 네피림 단어의 유래와 기원은 명확하지 않으나 용사(mighty men)라고 불릴 정도로 힘이 강하고 거인이었다. 네피림은 구약성경의 창세기 6장 4절과 민수기 13장 33절에서만 나타나며 그 외에 외경에서도 언급되고 있다.

## 성경
New America Bible(NAB, 성경 영문 번역본의 하나)에는 네피림이 나오는 구절을 '증가하는 인류의 죄악'으로 제목을 붙였다. 바로 연이어 도덕적인 타락으로 인한 대홍수에 관한 구절이 뒤를 잇고 있다. 이 구절들은 가나안(Canaan, 이스라엘민족은 이들을 네피림이라고 부르기도 했음)의 거인족에 대한 간접적인 설명을 제공한다.

## 성서적 고찰
히브리어로 네피림은 נפלים 라고 쓰며, '다른 사람을 넘어뜨리는 자'라는 의미이다. 아브라함 이븐 에즈라(Abraham ibn Ezra)는 '그들을 본 사람들의 심장이 떨릴 지경으로 되기 때문에 이렇게 불린다' 고 주장한다. 호전적인 성향을 나타내는 것이라고 주장하는 이들도 있다. 사무엘 데이빗 루자토(Samuel David Luzzatto)는 히브리어인 פלא Pela (영어로는 wondrous)에서 비롯되었다고 주장한다. 아랍 문화에서는 네필라(Nephila)라는 단어는 특히 오리온 별자리를 뜻하며, 네피림(Nephilim)은 오리온의 (절반이) 성스러운 후손을 의미한다.

### 에녹서
외경인 에녹서는 네필림의 3천 엘(ell)이나 된다고 기록하는데, 이는 정경이 아닌 외경의 기록이다. 더군다나 이 외경의 기록 역시 해당 사본의 번역 오류이다. 우선, 엘은 북서부 유럽에서 사용되던 단위로, 사실 명확한 기준이 없다. 지금은 18인치로 알려져 있지만 원래는 45인치로 쓰이기도 했고 37인치로 쓰이기도 했고 27인치로 쓰이기도 했고 54인치로 쓰이기도 했기에 기준이 없는 단위이다. 그리고 3000엘이라고 적혀있는 판본은 R. H. 찰스 (R. H. Charles)의 버전으로, 1773년 유명 탐험가 제임스 브루에 의해 발견된 에티오피아 문헌에서 최초로 직접 영어로 번역된 옥스포드 히브리어 교수 리차드 로렌스의 판본에서는 300큐빗이라고 명시되어 있다. 그러나, 300큐빗 이전에, 에녹서의 사해 사본과 그리스어 본문에서는 거인의 키가 언급되지 않았다. 학자들은 에녹 7:2의 그리스어 버전이 더 원본에 가깝다고 평가를 내리며, 에티오피아의 삽입으로 추정되고 있다. 니켈스버그(Nickelsburg)와 반더캄(Vanderkam)이 번역한 그리스어 본문은 다음과 같다: “거인들은 네필림을 낳았고, 그리고 네필림으로부터 ‘엘리웃/엘리우드 (Elioud)’이 나왔고, 그들은 그들의 거대함(위대함)에 따라 자라고 있었다.” 희년서 7:21-22에서도 동일하게 세가지 종족인 네피딤(Naphidim), 네필(Naphil), 엘조(Eljo)가 언급된다. 찰스는 에녹서를 의도적으로 변개한 것이 아니었고, 그가 가지고 있는 판본을 있는 그대로 번역하였으나 이미 문제가 있는 사본이었다. 즉, 에녹서의 옳은 번역은 감시자들의 자손들로는 3개의 인종이 있었고 그 중 하나가 엘리우드(Elioud)였다는 것인데, 고대의 필사가의 실수로 엘리우드는 엘이 되었고, 3은 3000이 되었다. 인종에 관한 내용이 키에 관한 내용으로 바뀌어버린 것이다. 1839년에 에티오피아판 에녹서를 출간한 John Baty는 이미 그것을 알고 있었고, 그리스어 본문과 동일하게 번역했다. 즉, 에녹서의 엘은 애초에 서구권의 단위인 엘이 아니며, 키를 언급한 내용도 아니라는 것이다.

### 르파임
요르단강 동편 르파임(르바임) 골짜기에 거주했던 족속의 이름이다. 구약성서 신명기서에 의하면 이들은 암몬 족속에 의해서 쫓겨나 바산 왕을 마지막으로 멸종당했다. '르바'족속, '에밈', '잠줌밈'이라고도 불렀다. 모세의 지도아래 이집트를 탈출(출애굽)한 이스라엘 민족이 가나안 땅을 공격할 당시에 얼마간의 르파임족이 남아 있어서 이스라엘에 대항하였고 그들의 왕인 옥(Og)은 거대한 신장의 소유자였다.
바산 왕 옥은 거인족 가운데서 남은 마지막 사람이었다. 쇠로 만든 그의 침대는 지금도 암몬 백성이 사는 라빠에 있는데, 보통 자로 재어 그 길이가 아홉 자, 나비가 넉 자나 된다.— 신명기 3장 11절 (공동번역)

또한, 르바임은 죽은 자나 저승의 영들을 뜻하는 의미로도 성서에 등장하는데, 다양한 고대 북서 셈어 문헌에서도 르바임과 같은 기원을 가진 단어를 죽은 자나 죽은 왕을 가리키는데 사용한 경우들을 확인할 수 있다. 장례나 제사 의식과 관련한 우가리트 문헌에서는 오래 전에 죽은 자를 르바임/라피우마(rapi'uma)로, 최근에 죽은 왕를 말라쿠마(malakuma)로 지칭한다. 르바임은 우가리트 문헌에서 신들을 지칭하는데에도 사용되었다.

### 아나킴
아낙(Anak)족의 후손을 말한다. 가나안의 남쪽지역, 헤브론과 이웃하는 곳에 거주하였다. 아브라함(Abraham)의 시대에는 요르단강 동쪽 에돔(Edom)과 모압(Moab)에서 살았다. 출애굽한 이스라엘 민족이 가나안땅을 탐지하기 위해 보낸 정탐꾼의 보고에서 언급되었다. 구약성서의 여섯 번째 책인 여호수아(Joshua)서에는 여호수아가 그들을 격퇴하였으며 일부가 가자(Gaza), 갓(Gath), 아스돗(Ashdod) 등지에서 피난을 살았다고 쓰여있다. 팔레스타인(Philistine)의 골리앗(Goliath, 다윗과 싸워 패배한 팔레스타인의 거인 장수)이 아낙족의 후손으로 보인다.
가나안 땅을 정탐하고 돌아오는 데 사십 일이 걸렸다. 그들은 바란 광야 카데스에 있는 모세와 아론과 이스라엘 백성의 온 회중에게로 돌아왔다. 그들은 모세와 아론과 온 회중 앞에 그 땅의 과일을 보여주며 보고하였다. 그들은 모세에게 다음과 같이 보고하였다. "당신께서 우리를 보내신 땅에 가보았더니, 과연 젖과 꿀이 흐르는 곳이었습니다. 이것이 그 지방의 과일입니다. 거기에 사는 사람들은 키가 장대 같습니다. 그리고 성곽 도시들은 정말 굉장합니다. 더구나 우리는 거기에서 아나킴의 후손도 보았습니다. 네겝 지방에는 아말렉 사람들이 살고 있고, 헷족과 여부스족과 아모리족은 산악 지대에 살고 있습니다. 가나안 사람들은 바닷가와 요르단강을 끼고 살고 있습니다." 갈렙이 모세 앞으로 술렁대며 모여드는 백성을 진정시키면서 외쳤다. "올라갑시다. 올라가서 점령합시다. 점령할 수 있습니다." 그러나 그와 함께 갔다 온 사람들은, 그들이 자기들보다 훨씬 더 강하기 때문에 도저히 올라가지 못한다고 하면서 자기들이 가서 정탐한 고장은 사람이 살지 못할 곳이라는 소문을 이스라엘 백성들에게 퍼뜨렸다. "우리가 정탐하고 온 땅에 들어가 살려다가는 도리어 잡혀 먹힐 것이다. 거기에는 키가 장대 같은 사람들이 있더라. 우리가 만난 거인들 가운데는 아나킴말고도 다른 거인족이 또 있더라. 우리는 스스로 보기에도 메뚜기 같았지만 그 사람들 보기에도 그랬을 것이다."— 민수기 13장 25절 ~ 33절 (공동번역)

## 같이 보기
- 천사
- 골리앗